# Jaime Potenze
Jaime Potenze (Buenos Aires, 15 de junio de 1918 – ibídem 25 de noviembre de 1991) fue un abogado, crítico de cine, político y periodista argentino, de larga trayectoria en todos los rubros en los que incursionó.

## Vida
Estudió Derecho en la Facultad de Derecho de la Universidad de Buenos Aires donde se graduó de abogado en 1946.

### Actividad política
Desde los primeros años de la década de 1940 Jaime Potenze ya militaba en los grupos demócratas cristianos junto con algunos de los hombres, que a fines del gobierno peronista, formaron el Partido Demócrata Cristiano de la Argentina. Entre ellos estaban: Manuel Vicente Ordóñez, Oscar Puiggrós, Ambrosio Romero Carranza, Salvador Busacca, Lucas Ayarragaray h. y Jorge Luis García Venturini.

### Actividad periodística
A partir de 1957 formó parte del consejo de redacción de la Revista Criterio bajo la dirección de Jorge Mejía, junto con Juan Costa, Carlos Floria, Felipe Freire, Jaime Potenze, Basilio Uribe y Manuel Artiles, entre otros.
Dedicado a la crítica del espectáculo, colaboró en La Prensa, La Nación, La Opinión, Criterio, La Gaceta, Confirmado, Convicción, Esprit (París), Revue Internationale du Cinema (Bruselas) y otras publicaciones de su país y del extranjero y colaboró en la Enciclopedia dello Spetacolo (Roma). 
Fue cofundador de la Agrupación Cine y miembro del Directorio del Fondo Nacional de las Artes en Argentina y docente en el Museo Social Argentino y en el Instituto Grafotécnico de Periodismo, además en muchas ocasiones dictó conferencias en universidades, colegios e instituciones culturales. Fue oficial en el Festival Internacional de Cine de Venecia y en la Subsecretaría de Cultura de la Municipalidad de Buenos Aires. [cita requerida]
Fue galardonado con el Premio Konex en el rubro periodismo en 1987 y fue jurado de esa institución en el rubro espectáculos en 1991.